# Выбираю любовь
«Выбираю любовь» — третій студійний альбом російського рок-гурту «Токіо», свою назву отримав не випадково — у кожній композиції платівки, за винятком «Шизофренії світу», зустрічається слово «любов». «Любов тут — не просто відносини між чоловіком і жінкою, але, перш за все, це почуття, яке ми відчуваємо до цього світу і до того, хто його створив, — говорить лідер гурту Ярослав Малий. — Наші нові пісні відображають відчуття людини, яка дивиться на все, що відбувається з боку. І цей погляд самий важливий, тому що він дає можливість відчути присутність любові в кожній миті нашого життя».
Робота над платівкою зайняла у музикантів Токіо три роки. Запис матеріалу проходив в декількох країнах — Росії, Англії, Франції, Португалії, Ізраїлі.

## Список композицій
- О чем я 00:03:54
- Догоним 00:03:38
- Ты все знаешь 00:05:35
- В моей голове 00:04:13
- Я так люблю 00:04:20
- С тобой и без тебя 00:06:22
- Ледокол Надежда 00:05:24
- Шизофрения мира 00:05:50
- Выбираю любовь 00:04:37
- Верю я 00:04:52
- Наполним этот мир любовью 00:05:41